# جوفاني دا بولونيا
جوفاني دا بولونيا (1524 – 1608) هو نحات فلمنكي اسمه الحقيقي جان بولون، اتصل اسمه بالنهضة الإيطالية، اشتهر بتمثالية «عطارد الطائر» و«اغتصاب السابينيات».

## معرض صور

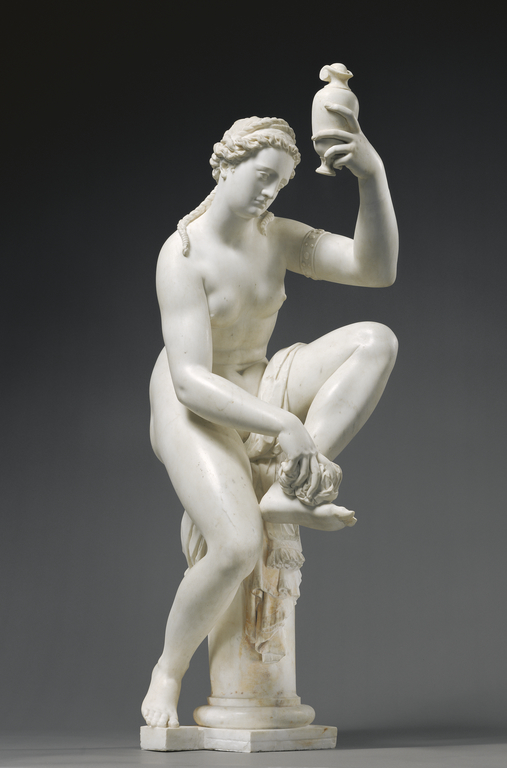
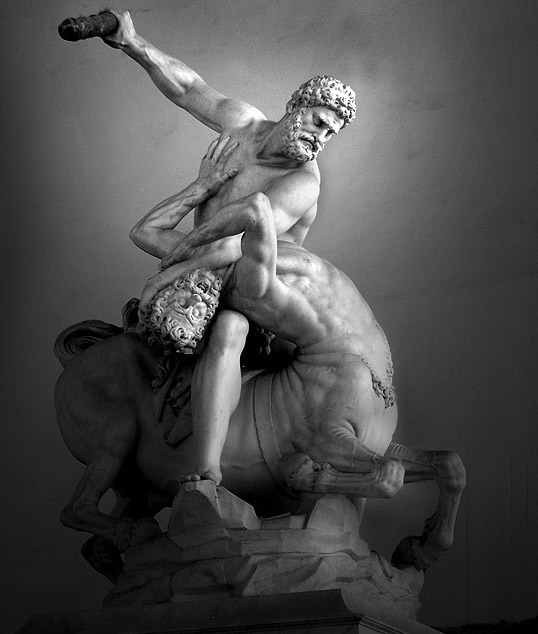
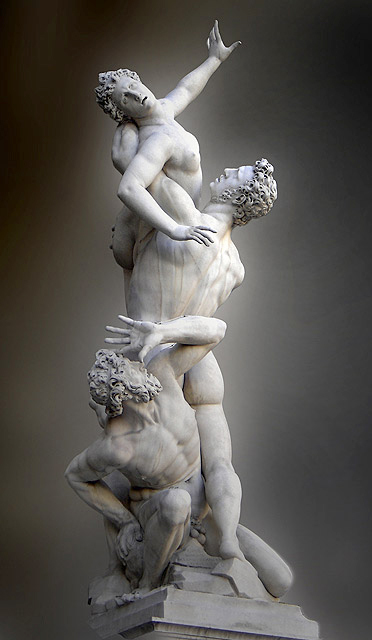
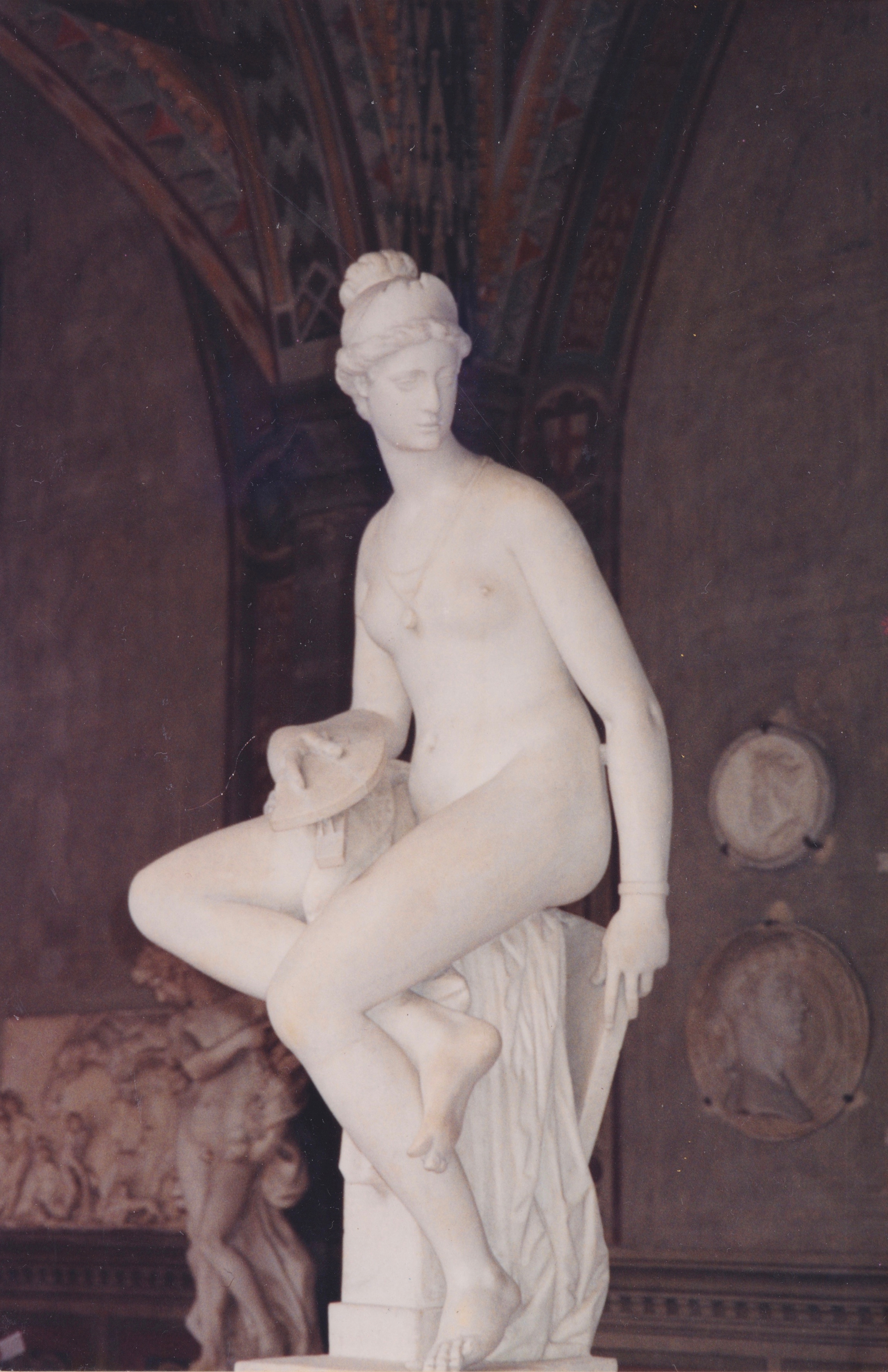

## روابط خارجية
- جوفاني دا بولونيا على موقع الموسوعة البريطانية (الإنجليزية)
- جوفاني دا بولونيا على موقع إن إن دي بي (الإنجليزية)
- جوفاني دا بولونيا على موقع ديسكوغز (الإنجليزية)